# Seth Kinman

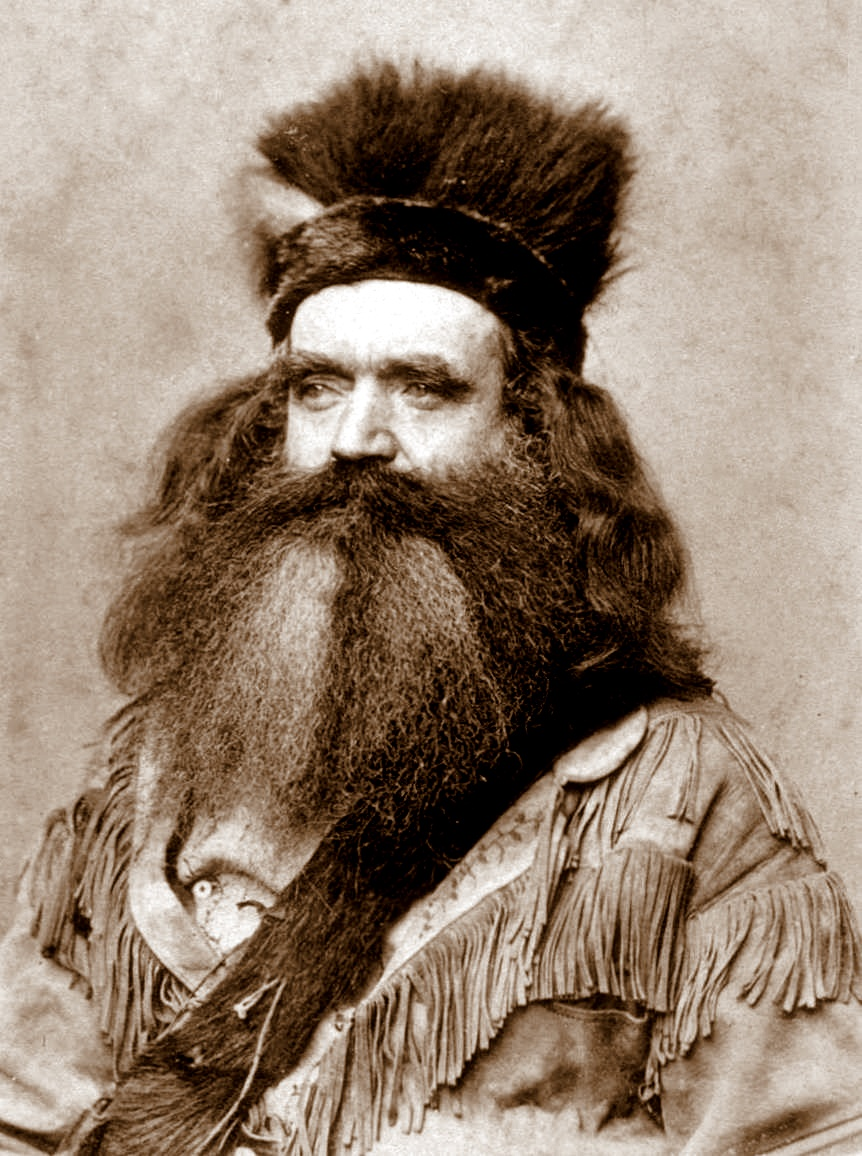
Visitenkartenporträt von Kinman, 1864

Seth Kinman (* 29. September 1815 in Uniontown, heute Allenwood in Gregg Township, Union County, Pennsylvania; † 24. Februar 1888 in Table Bluff, Kalifornien) war ein kalifornischer Forty-Niner, Jäger in Fort Humboldt und ein früher Siedler im Humboldt County. Kinman war bekannt für sein Jagdgeschick wie auch für seine Brutalität den Indianern gegenüber. Er behauptete, insgesamt über 800 Grizzlybären und allein in einem Monat über 50 Wapitis geschossen zu haben. Er war daneben Hotelier und Barkeeper und auch bekannt für sein Geigenspiel (Fiddle).
Kinman suchte die Aufmerksamkeit der Öffentlichkeit, trat an der Ostküste der USA als stereotyper mountain man in Buckskins-Kleidung auf und verkaufte Visitenkartenporträts, die ihn und seine berühmten Sessel zeigten. Diese Sessel wurden von Kinman aus den Geweihen von Wapitis und den Häuten von Grizzlybären gefertigt und verschiedenen Präsidenten der USA überreicht. Sessel von Kinman erhielten die Präsidenten James Buchanan, Abraham Lincoln, Andrew Johnson und Rutherford B. Hayes. Kinman nahm an mindestens zwei Trauerzügen für Lincoln teil und behauptete, Zeuge von Lincolns Ermordung geworden zu sein.

## Leben
Seth Kinmans Vater James Kinman betrieb eine Fähre über den West Branch Susquehanna River in Zentral-Pennsylvania, in einem Gebiet, das damals Uniontown genannt wurde, dem heutigen Allenwood im Gregg Township. Seth wurde 1815 in Uniontown geboren. 1830 zog die Familie ins Tazewell County in Illinois um. 1848 führte Seth Kinman das Eagle Hotel in Pekin am Illinois River. Das Hotel war weniger für seinen Komfort als für Kinmans Fiddle-Darbietung des Lieds The Arkansas Traveler bekannt.
1849, während des Goldrauschs, wanderte er nach Kalifornien aus, wo er als Goldschürfer in der Gesellschaft von Pierson B. Reading am Trinity River in der Nähe des heutigen Douglas City tätig war. Er kehrte danach für zwei Jahre nach Illinois zurück. 1852 ging Kinman wieder nach Kalifornien und bewegte sich im Gebiet der Humboldt Bay in der Nähe des heutigen Eureka. Die Humboldt Bay war kurz zuvor von Goldschürfern wiederentdeckt worden, die nach einem schnelleren und billigeren Versorgungsweg suchten. Eine frühe Siedlung in diesem Gebiet trug ebenfalls den Namen Uniontown, ist aber heute als Arcata bekannt.

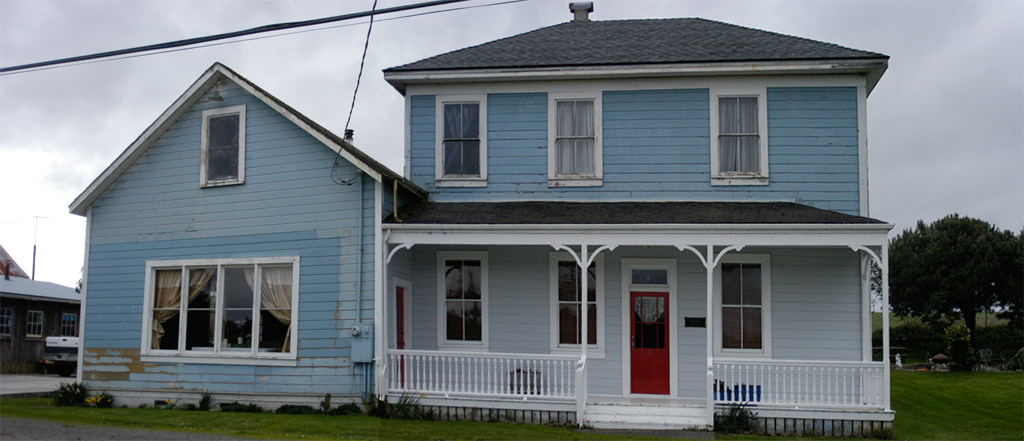
Gebäude von Kinmans Hotel und Bar, 2011

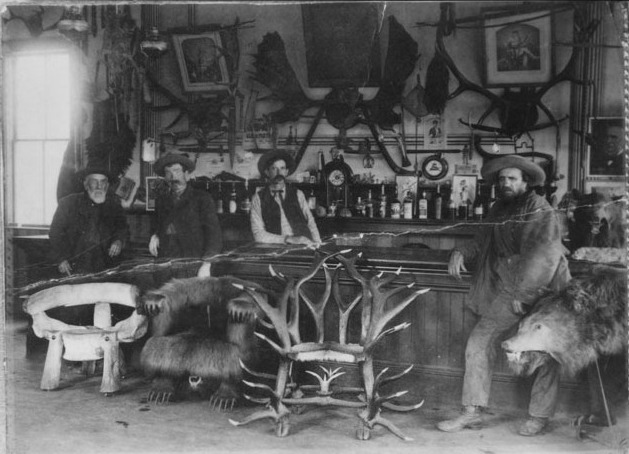
Kinmans Bar mit drei seiner Sessel, 1889

1853 begann Kinman damit, als Jäger zu arbeiten. Er versorgte US-amerikanische Truppen in Fort Humboldt. In Fort Humboldt traf er den späteren Präsidenten Ulysses S. Grant und George Crook, der später General werden sollte. Nach der Überlieferung brachte er damals die erste Rinderherde ins Humboldt County. Kinman lebte an verschiedenen Orten im County, darunter in Häusern in der Nähe von Ferndale und Bear River Ridge. Im Oktober 1858 erwarb er ein 32 Hektar großes Grundstück Acker- oder Weideland, das 1,6 Kilometer östlich des späteren Leuchtturms Table Bluff Light und etwa 16 Kilometer südlich von Fort Humboldt lag. Es war der erste Landerwerb im Humboldt Land District, der durch ein Bundesgesetz vom März 1858 geschaffen worden war. Später errichtete Kinman auf diesem Land ein Hotel und eine Bar.
Kinman wurde zuerst als Jäger bekannt, insbesondere als Jäger von Grizzlybären. Kalifornien war damals für einen großen Bestand von Grizzlys bekannt. Kinmans Sohn Calvin behauptete, dass sie einmal 40 Grizzlys auf einmal gesehen hätten. Bereits 1868 war jedoch der letzte Grizzly im Humboldt County geschossen worden. Der methodistische Bischof und Schriftsteller Oscar Penn Fitzgerald traf Seth Kinman, als er unterwegs war, um einen seiner Präsidentensessel zu überbringen. Fitzgerald hielt seine Eindrücke in einem Aufsatz mit dem Titel The Ethics of Grizzly Hunting („Die Ethik der Grizzlyjagd“) fest. Er beschrieb Kinman als einen Säufer, der Indianer und Grizzlybären grausam misshandelte.

„Seine Haltung war eine Mischung aus Brutalität, Gerissenheit und Gutmütigkeit. Er war gänzlich tierhaft. Das wilde Leben im Grenzland hatte diesen alten Sünder nicht so geläutert, wie es sich Schriftsteller vorstellen, die aus der Entfernung über solche Dinge fantasieren.“

Kinmans Brutalität wurde auch von James R. Duff beobachtet, einem Forty-Niner wie Kinman, der ihn als einen „erklärten Feind des roten Mannes“ beschrieb, der „einen Indianer erschoss, sobald er ihn sah“. Kinman selbst nahm für sich in Anspruch, ein offizieller Indianeragent zu sein und hatte Kontakte mit den Wiyot, die auf eine Ranchería oder ein Reservat auf Table Bluff in der Nähe von Kinmans Besitztum zogen. Dies geschah nach dem Wiyot-Massaker von 1860 auf Indian Island und an zwei anderen Orten, wobei über hundert Wiyot-Indianer im Schlaf ermordet wurden. Kinman war anscheinend keiner der Mörder, schilderte im von ihm diktierten, erst 2010 veröffentlichten Buch „The Seth Kinman Story“ jedoch das Massaker aufgrund von Berichten sowohl von Wiyoten als auch von weißen Siedlern.
Während eines Sturms am 5. und 6. Januar 1860 erreichten Kinman Notsignale vom Schiffsunglück der Northerner, bei dem 38 Personen ums Leben kamen. Kinman band sich selbst an der Küste fest und watete in die Brandung, wo er zahlreiche Passagiere rettete. Er wurde als Held gepriesen und mit einer Bibel und Freifahrt mit der betroffenen Schiffslinie auf Lebenszeit belohnt.

## Präsidentensessel

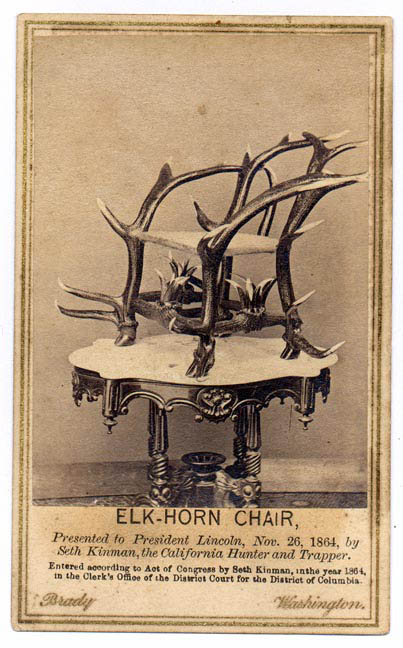
Kinmans Sessel für Präsident Lincoln

Inspiriert von der Wahl James Buchanans, der wie Kinman aus Pennsylvania stammte, zum Präsidenten schuf Kinman seinen ersten Sessel aus Geweihen von Wapitis (im amerikanischen Englisch elk genannt) und brachte ihn nach Washington. Kinman präsentierte dem Präsidenten seinen Sessel nach einer Einführung durch den Indianerbeauftragten James William Denver. Der Präsident überreichte Kinman als Gegengeschenk ein Gewehr.
Kinmans Übergabe eines Wapitigeweih-Sessels an Präsident Abraham Lincoln am 26. November 1864 wurde von dem Künstler Alfred Waud festgehalten. Es ist das einzige bekannte Bild, das Lincoln bei der Annahme eines Geschenks zeigt. Die Zeichnung zeigt Lincoln neben Kinmans Sessel, wie er dessen Gewehr untersucht, das von Kinman „Ol’ Cottonblossum“ genannt wurde. Kinman präsentierte auch eine Fiddle, die er aus dem Schädel und einer Rippe seines Lieblingsmaultiers gemacht hatte und spielte auf dem Instrument.

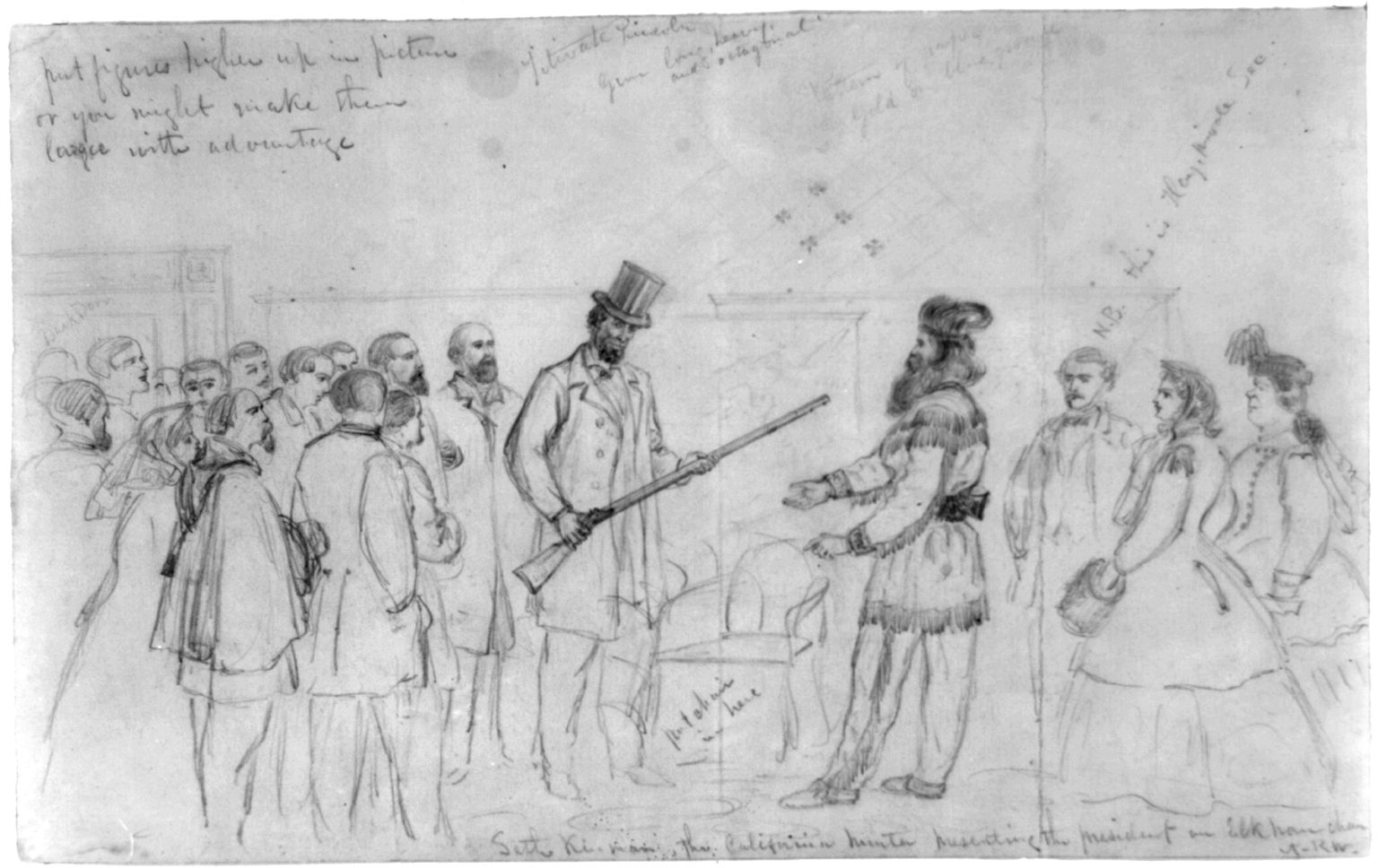
Übergabe von Lincolns Sessel, Zeichnung von Alfred Waud

Fünf Monate darauf nahm Kinman an Lincolns Trauerzug in Washington teil. Kinman soll sich in der Nacht des Anschlags im Ford’s Theatre befunden haben und Zeuge des Mordes geworden sein. Am 26. April 1865 beschrieb die New York Times Kinman als Teilnehmer des Trauerzugs in New York City:

„Viel Aufmerksamkeit zog Mr. Kinman auf sich, der in voller Jagdmontur aus Buckskin und Pelz mit geschultertem Gewehr ging. Mr. Kinman, wie man sich erinnern wird, überreichte Mr. Lincoln vor einiger Zeit einen Sessel aus kalifornischen Wapitigeweihen, und soll, seine Bekanntschaft mit ihm fortsetzend, gerade am Tag vor dem Mord eine ziemlich lange Unterhaltung mit ihm geführt haben.“

In den 1860er Jahren wurden zahlreiche Visitenkartenporträts Kinmans und seiner Sessel von Mathew Brady oder in Bradys Studio angefertigt. Kinman verkaufte diese Fotografien im Kapitol in Washington. Er reiste im Land umher und trat in Buckskins als „Frontier“-Geschichtenerzähler und Fiddlespieler auf.
Kinmans Meisterstück unter seinen Präsidentensesseln wurde dem Präsidenten Andrew Johnson am 8. September 1865 überreicht.

„Dieser sollte alle seine früheren Bemühungen übertreffen und war aus zwei Grizzlybären gefertigt, die Seth gefangen hatte. Die vier Beine und Klauen stammten von einem gewaltigen Grizzly, an der Lehne und an den Seiten war er mit riesigen Klauen dekoriert. Der Sessel war weich und außerordentlich komfortabel, seine große Besonderheit bestand aber darin, dass durch Ziehen an einer Leine der Kopf des Monster-Grizzlybären mit geöffnetem Maul unter dem Sitz hervorschnellte, lebensecht schnappend und mit den Zähnen knirschend.“

Johnson stellte den Sessel in der Bibliothek des Weißen Hauses auf, im Yellow Oval Room. Am 18. September 1876 überreichte Kinman Gouverneur Rutherford B. Hayes einen Wapitigeweih-Sessel. Hayes wurde kurz darauf Präsident der Vereinigten Staaten. Dieser Sessel ist heute im Rutherford B. Hayes Presidential Center in Fremont (Ohio) ausgestellt.
Seinen Lebensabend verbrachte Kinman mit seiner Familie in Table Bluff, wo er weiterhin ein Hotel und eine Bar besaß. 1886 bereitete sich Kinman darauf vor, Sessel an Präsident Grover Cleveland und den früheren Präsidentschaftskandidaten General Winfield Scott Hancock zu senden. Er starb 1888, nachdem er sich versehentlich in ein Bein geschossen hatte. Kinman wurde auf dem Table Bluff Cemetery in Loleta begraben. Einer seiner Grizzlybärensessel und die Fiddle aus Maultierknochen wurden 1893 an der World’s Columbian Exposition ausgestellt. Das Clarke Historical Museum in Eureka stellt seine Buckskin-Kleidung und Mokassins sowie eine Holzkiste aus Kinmans Besitz aus.